# مارسين نواك
مارسين نواك (بالبولندية: Marcin Nowak)‏ (26 يونيو 1979 في بولندا - ) هو لاعب كرة قدم بولندي في مركز الدفاع. لعب مع بوغون شتشين وبياست غليفيتسه ونادي فولين لوتسك وويدزي لودز وPelikan Łowicz ‏ وGórnik Polkowice ‏ وMKP Pogoń Siedlce ‏ وGwarek Zabrze ‏ وRKS Radomsko ‏.

## وصلات خارجية
- مارسين نواك على موقع اتحاد أوكرانيا (الإنجليزية)
- مارسين نواك على موقع قاعدة بيانات كرة القدم.إي يو (الإنجليزية)
- مارسين نواك على موقع Soccerway.com (الإنجليزية)